# 착한아이 콤플렉스
착한아이 콤플렉스(영어: nice guy syndrome)는 가토 다이조(加藤諦三)의 자녀교육서 『착한 아이의 비극』에서 제안한 신조어로, 타인으로부터 착한아이라는 반응을 듣기 위해 내면의 욕구나 소망을 억압하는 말과 행동을 반복하는 심리적 콤플렉스를 뜻한다. 이러한 형태는 유기공포(fear of abandonment)를 자극하는 환경에 적응하기 위해 어린이의 기본적 욕구인 유아적 의존욕구를 거부하고 억압하는 방어기제로 탄생한다. 이는 바르게 해결되지 않아 그대로 성장하게 된 어른에게는 '착한아이' 대신 '착한여자, 착한남자, 좋은사람' 등으로 바꿔 부르기도 한다. 서양에는 착한아이 콤플렉스에 직접적으로 대응되는 개념은 없으나 둘째아이 증후군이라는 유사한 개념이 있으며, 해당 증상은 정신병으로 분류되지 않는다. 동일어로 나이스가이 증후군이 있다. 착한아이 콤플렉스에 걸렸다고 착한 사람은 아니다. 오히려 부모로부터의 유전적 영향에 의해 그 반대에 가까울 가능성이 높다.

## 특징
주로 '착하거나 말 잘듣는 것은 좋은 것, 착하지 않거나 말 안듣는 것은 나쁜 것'으로 규정하는데 이는 타인의 판단을 절대적으로 내면화한 것이다. 이러한 규정은 "착하지 않으면 사랑받을 수 없고 버림받을 것이다"는 믿음의 바탕에서 생성 된다. 이러한 믿음은 어린이 자신이 처한 상황에서 만들어지며, 어른이 되어도 변하지 못하고 고착돼 얽매여 생활하게 된다. 이에 따라 타인의 눈치를 보고 타인이 하는 말에 집중하며 갈등 상황을 피하고 타인의 요구에 순응한다. 그리고 자신이 타인에게 착하게 행동하고 있는지, 타인도 그렇게 생각하는지 계속 눈치를 보며 확인한다. 반면 자신의 느낌이나 욕구는 억압하기에 타인을 향한 투사나 반동형성의 행동이 뒤따르게 되며 언제나 내면은 위축되고 우울한 감정으로 가득 차게 된다.
가토 다이조(加藤諦三)는 저신의 저서 『착한 아이의 비극』(원저 加藤諦三, 『人生の悲劇は「よい子」に始まる』, フォー・ユー, 1990.9)에서 다음과 같은 특징을 착한아이로 규정하였다.

1. 남의 눈치만 살피는 신경증적인 아이
- 자신을 있는 그대로 인정해주지 않는 사람과 함께 함

2. '싫어!'라고 말하지 못하는 아이
- 부모로부터 감정을 억압당함

3. 자기 탓을 하며 죄의식을 느끼는 아이
- 지배적이고 나르시스트성·자기애성 부모의 양육 하에서 '모든 게 네 탓이다'라는 내용을 주입당함
- 자책과 변명 늘어놓기에 익숙해짐

4. 우울증에 걸리는 착한 아이
- 어리광을 피울줄 아는 분열증 아이에 비하여 어리광을 부리지 못함
- 부모로부터 어리광이 좋지 않다는 교육을 받음
- 혹은 부모를 어리광 부릴 수 있는 대상이라고 신뢰하지 못함
- 부모가 자신의 고독을 해소하기 위하여 자녀를 지배하고 자녀에게 오히려 어리광을 부림

5. 자기 실현 능력을 상실한 불안한 아이
- 무력감을 보상받고자 하는 부모가 자녀를 '복종' 혹은 '순종'시켜서 안정감을 얻음
- 부모가 자신의 내면의 겁을 억압하고 자녀에게 투영시키고, 자녀에게 지붕에서 뛰어 내리기 등 무모한 '대담성'을 강요함
- 복종과 대담이라는 모순적인 과제를 자녀에게 강요함, 자녀는 자신의 약점과 겁을 제대로 표현하지 못함
- 자기 표현을 제대로 못한 자녀는 부모가 강요한 '의사자기(擬似自己)'로 살게 되면서, 실제 자기를 경멸함

6. 세상을 믿지 못하는 아이
- 어렸을 적 어머니가 자신의 어려움이나 감정을 도와주지 못하는 등 어머니로부터 '원신뢰(原信賴)'를 받지 못하여 자녀가 삶과 세계에 불신감을 갖게 됨
- 버림받을지 모른다는 불안감에 시달림

7. 자기 의견 없이 무조건 순종하는 아이
- 타인의 의견에 이의를 제기하거나 상대방을 미워하는 것을 거부함
- 자기 의견 표출 없이 착하게 살아감

8. 세상과 자신이 두려운 아이
- 비정한 부모로 인하여 자녀가 욕구를 채우지 못하여 부모와 좋지 못한 관계가 됨
- 세상에 영합하고 살아가는 태도를 가짐
- 위험할 때 어머니가 모른척 하고 넘어감으로써 배신감을 느끼고 버려진 느낌을 받음

9. 폭력을 휘두르는 아이
- 부모에게 복종함으로써 부모로부터 받는 불안을 해소하고 인정받으려던 아이가, 인정하지 않는 부모에 대한 억압이 해제되면서, 부모를 공격하는 방식으로 불안을 해소하는 방식으로 애정과 인정을 구함

10. 제대로 놀지 못하는 아이
- 자녀가 자신이 좋아하는 놀이를 하지 못하고, 부모가 좋아하는 방식으로만 놀게 됨

요컨대, 가토는 지배적이고 자기애성향의 부모가 자녀의 감정을 무시하거나 방치하는 한편 부모 자신의 의지만을 강요함으로써, 어린 자녀가 부모로부터 버려질지도 모른다는 '버림받을지 모른다는 불안감' 즉 유기공포/유기불안(fear of abandonment)에 시달려, 자신의 감정을 표출하고 욕구를 스스로 실현할 줄 모르고 자신의 가치관과 목표를 스스로 설정하고 실현하기 위해 행동하는 것 없이, 부모의 뜻대로만 행동하도록 성장하게 된 것이 '착한 아이의 비극'임을 강조하고 있다.

## 원인과 영향
자식이 착한아이 콤플렉스가 생기는 이유는 부모가 아이의 내면의 욕구나 좋고 싫음의 목소리를 듣는 능력을 갖추지 못했기 때문이다. 이는 자신의 기대에 부합하는 행동을 할 때만 '착한 아이'라고 생각하는 부모나 엄격한 집안 교육 때문이다. 이와 같은 환경이 인간의 기본적 욕구인 유아적 의존 욕구를 억압할 수 있다.
착한아이 콤플렉스를 지닌 어린이는 어른의 요구를 쉽게 거절하지 못하기에, 어린이 유인 범죄에 쉽게 넘어가게 된다. 또 성인이 되면 타인의 기대에 어긋날 것에 대한 우려로 일탈을 용납치 않는 정형화된 생활을 해나가게 된다. 심하면 신경증, 불면증, 우울증, 무기력증을 동반하며, 자살의 원인이 되기도 한다.

## 착한아이 콤플렉스에서 벗어나기
가토 다이조는 다음과 같은 방식으로 부모가 아이들을 키울 것을 제시한다.

1. 마음껏 분노를 느끼게 해라.

2. 남에게 폐 끼치는 연습도 필요하다.

3. 자신의 확신을 선택하는 용기를 북돋워 주어라.

4. 착한 아이가 아닌 '좋은 아이'로 키워라.

5. 억압된 진짜 마음을 깨닫게 해라.
- 부모에 대한 숨겨진 분노를 느끼게 된다.

6. 제2차 억압까지 해소시키자.
- 부모에 대한 분노를 알아차렸으면서도 부모에게 사랑을 갈구하는 모순적인 상황을 받아들인다.
- 과거에 내가 좋아하던 친구가 나를 이용했다는 사실을 알고서 분노하고 절교하지만, 이후에도 다시 그 친구가 그리워지는 모순적 상황인 경우, 과거의 내 모습을 억압하려 하는데 그럴 필요가 없다.
- 결국 나의 이전의 부끄러운 과거도 나이고 현재 본 모습을 찾은 나 역시 나이다. 과거의 억압받고 부끄러운 나를 스스로 부정하는 2차 억압에 빠지지 말고, 있는 그대로 받아들이자.

7. 가면을 벗고 하나의 얼굴로 살게 해라.
- 착한 아이는 자아가 허약하기에 상대방에게 밀착하려 한다. 때문에 착한 아이는 상대의 의도와 상관없이 스스로 상대로부터 속박당하고 압박 당한다고 느낀다.
- 착한 아이에서 벗어나려면 상대방과의 거리를 유지하면서 살아야 한다.
- 이는 어렸을 적 부모가 자녀의 밀착을 허용하지 않고, 오히려 자신의 감정을 자녀에게 퍼부은데서 발생한다.
- 자녀는 부모에게 적의를 품으면서도 사랑을 요구하는 모순적 상황에서, 부모의 존재를 온전히 받아들이지 못한다.
- 불안정한 심리의 부모가 자녀를 독점함으로써, 자녀 역시 이를 배워 연인이나 친구도 독점하려 하지만, 마음속 고독과 애정 욕구는 오히려 심화된다.
- 이러한 양면적 심리는 자녀가 성인이 되어서도 타인에게 똑같이 적용된다.

8. 부모가 먼저 욕심을 버려라.
- 상대가 요구하는 것을 필요로 하는 어머니인 경우, 자녀에게 스트로크(stroke)를 줄 수 없고, 오히려 자녀로부터 스트로크를 얻으려 한다.
  - 스트로크
    - 뮤리엘 제임스(Muriel James) 등 교류분석학(Transactional Analysis)에서 사용하는 용어
    - '토닥임' 정도로 해석되며 상대의 존재를 인정하는 행위
    - 예 : 친구를 만나 '안녕'이라고 말하거나 악수를 나누는 것은 스트로크를 상호 교환하는 것, 상대 말을 경청하는 것처럼 말이나 태도로도 스트로크를 교류할 수 있음
- 착한 아이는 바로 이러한 스트로크를 부모에게 주는 자녀로, 뮤리엘 제임스는 이러한 자녀를 모성애 결핍증이라고 정의함
- 모성애 결핍증은 나중에 자라서 상처받기 쉽고 끈덕지며 성가신 성격이 되어, 상대방 태도 하나에 마음이 허탈해지고, 작은 실수에도 모든 이에게 버림받고 관계가 단절될 듯한 공황을 겪음
- 때문에 착한 아이는 모든 부담을 받아들이게 됨, 그러나 결국 불안으로부터 도망치다가 우울증에 걸림
- 부모는 자기가 원하는 것을 솔직히 표현하지 못하여, 자기 욕구를 마치 상대의 욕구인 것처럼 여기고 실현하려 함
- 부모는 사실 본인이 즐겁다고 말하고 싶어하지만 그렇지 못하며, 이를 알아차린 착한 아이가 자신이 기쁘다고 말하게 됨
- 이런 식으로 부모가 자녀에게 스트로크를 요구하는 경우, 부모 자신이 상대를 '욕심 없이' 헌신적으로 사랑하고 있다고 착각하게 됨
- 에리히 프롬(Erich Fromm)은 이런 '욕심 없다'고 주장하는 부모들은 아이에게 부모를 실망시키지 마라는 의무를 부여한다는 의미에서 악질적이라고 말함, 프롬은 이런 부모가 사실은 자기중심적이고 착취적이라고 지적함
- 아이는 내키지 않고 복종적이며 부담을 가지고서 부모에게 감사하다는 마음을 억지로 갖거나 억지로 표현하게 됨

9. 신 포도와 달콤한 레몬의 진실.
- 신 포도 : 단 포도인데도 시다고 우기는 것, 자신이 의존하고 있는 힘있는 사람의 의향을 맞추고자 즐거움을 느끼는 것을 두려워함
- 달콤한 레몬 : 신 레몬을 먹고 있으면서도 달다고 말하는 것, 슬픔과 괴로움을 느끼면서도 의존하고 있는 상대를 배신하지 않기 위하여 마음이 즐겁다고 하는 것
- 신 포도와 달콤한 레몬은 일종의 방어기제, 이 방어기제를 극복하지 못하면 나이가 들어서도 타인과 마음을 주고받지 못함
- 결국 자기 감정에 충실하여 제대로 마음을 표현하는 것이 중요

## 같이 보기
| - 나이스가이 - 방어기제 - 우울증 - 강박장애 - 신경증 | - 불안장애 - 공황장애 - 의존성 인격 장애 - 회피성 인격 장애 - 분열성 인격 장애 | - 페르소나 - 가면 우울증 - 피터팬 콤플렉스 - 신데렐라 콤플렉스 - 모글리 신드롬 | - 알프레드 아들러 |  |